# Nudo Matthew Walker
Un nudo Matthew Walker es un nudo que se utiliza para evitar que el extremo de una cuerda se dislache. El nudo se ata desentrañando los hilos de una cuerda torcida, anudando los hilos juntos, y luego unir los hilos de nuevo. También puede atarse utilizando varias cuerdas separadas.
No se conoce específicamente quien fue Matthew Walker, o porque este nudo fue llamado de esta manera. Sin embargo, referencias de principios del siglo XIX sugieren que pudo haber sido un aparejador de barcos de la Marina Real Británica.

## Procedimiento de atado

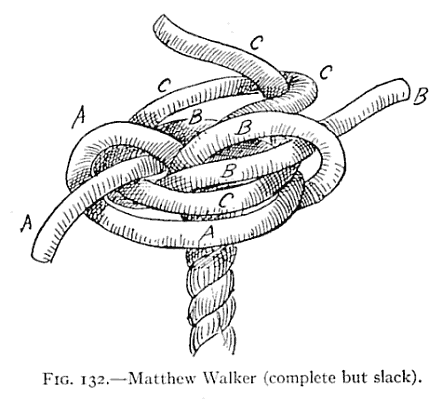

Es posible realizar un nudo Matthew Walker en una cuerda sin importar cual sea el número de hilos que posea.  Para realizar el nudo, se toma cada hilo y se realiza un lazo alrededor del resto del conjunto de hilos, y luego se pasa el extremo libre ´por dentro del nuevo lazo que se ha formado  para generar un nudo simple.  Luego se pasa al siguiente hilo, desplazándolo alrededor del cabo en la dirección en que se pasan los lazos.  El atado del primer hilo alrededor del conjunto es simple, pero cada uno de los hilos subsiguientes deben ser pasados por dentro de los lazos previamente armados de manera de contener a todos los otros hilos en el lazo.  Al ajustarse, puede ayudar a nudo alrededor del ato de hilos, especialmente cuando se usan dos hilos.  El efecto final es un nudo en espiral.